# 프리드리히 뵐러
프리드리히 뵐러(독일어: Friedrich Wöhler, 영어: Friedrich Wöhler) (1800년 7월 31일~1882년 9월 23일)는 유기화학과 무기화학 모두에서 업적을 남긴 독일의 화학자로, 화학 원소인 베릴륨과 이트륨을 최초로 순수한 금속 형태로 분리해냈다. 그는 왕립학회의 외국인 회원 및 에딘버러 왕립학회의 명예회원이었다. 뵐러는 실레인과 질화 규소를 포함한 여러 무기 화합물을 최초로 제조했다.
뵐러는 유기화학 특히, 요소의 뵐러 합성에 큰 공헌을 한 것으로도 알려져 있다. 그는 실험실에서 무기 화합물로부터 유기 화합물인 요소를 합성했는데, 이로 인해 "생명력"에 의해 살아 있는 생명체에 의해서만 유기 화합물이 생성될 수 있다는 믿음이 반박되었다. 그러나 일부 사람들은 생기론에 대한 믿음을 약화시키는 데 뵐러가 어느 정도 역할을 했는지에 대해 의문을 제기한다.

## 생애
프리드리히 뵐러는 독일 에셔샤임에서 수의사의 아들로 태어났다. 그는 유년기에 광물 수집, 그림 그리기, 과학에 관심을 보였다. 그는 프랑크푸르트 김나지움에서 중등 교육을 받았다. 뵐러는 김나지움에 다니는 동안 아버지가 집에 마련해 준 실험실에서 화학 실험을 시작했다. 그는 1820년에 마르부르크 대학교에서 고등 교육을 시작했다.
1823년 9월 2일, 뵐러는 화학자 레오폴드 그멜린의 연구실에서 공부한 뒤 하이델베르크 대학교에서 의학, 외과, 산부인과 박사 학위를 받았다. 그멜린은 뵐러가 화학에 집중하도록 격려했고, 뵐러가 스웨덴 스톡홀름에서 화학자 옌스 야코브 베르셀리우스의 지도 하에서 연구를 수행하도록 했다. 뵐러가 베르셀리우스와 함께 스톡홀름에서 머물렀던 시간은 두 과학자 사이의 오랜 개인적, 전문적 관계의 시작을 알렸다. 뵐러는 베르셀리우스의 많은 과학 저술을 국제 출판을 위해 독일어로 번역했다. 뵐러는 평생 동안 약 275권의 책, 논문 등을 썼다.
1826년부터 1831년까지 뵐러는 베를린 무역학교에서 화학을 가르쳤다. 1831년부터 1836년까지 그는 카셀의 고등 무역학교에서 화학을 가르쳤다. 1836년 봄에 뵐러는 프리드리히 슈트로마이어의 후임으로 괴팅겐 대학교의 정규 화학 교수가 되었고, 1882년에 사망할 때까지 46년 동안 화학 교수로 재직했다. 그가 괴팅겐에 있는 동안 약 8,000명의 학생들이 그의 연구실에서 교육을 받았다. 1834년에 그는 스웨덴 왕립 과학한림원의 외국인 회원으로 선출되었다.

## 화학에서의 기여

### 무기화학

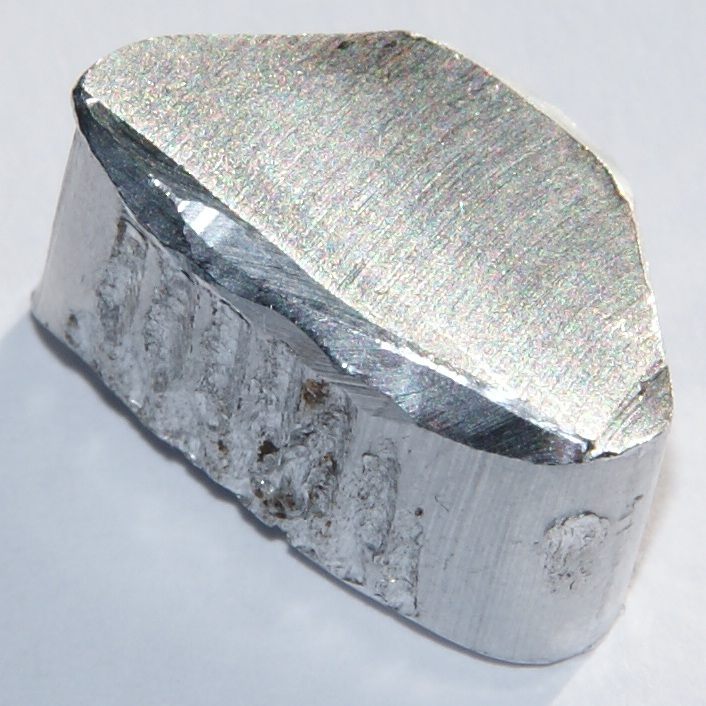
알루미늄의 샘플

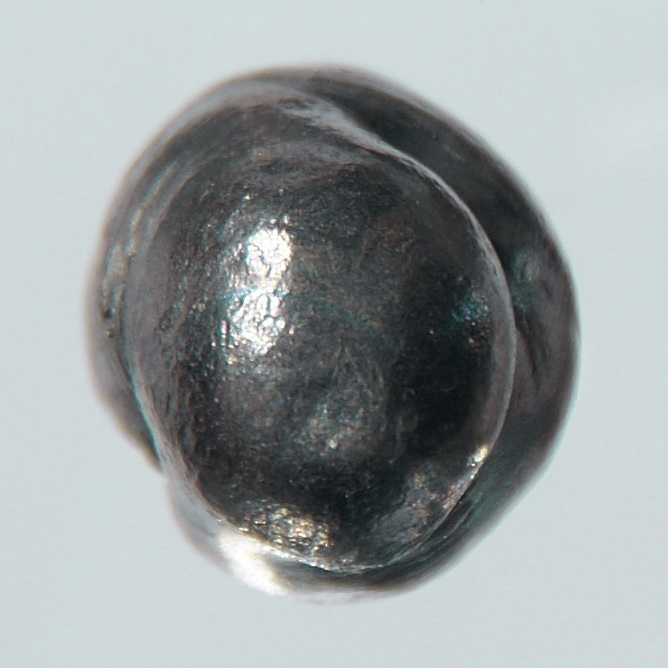
원소 형태의 베릴륨 샘플

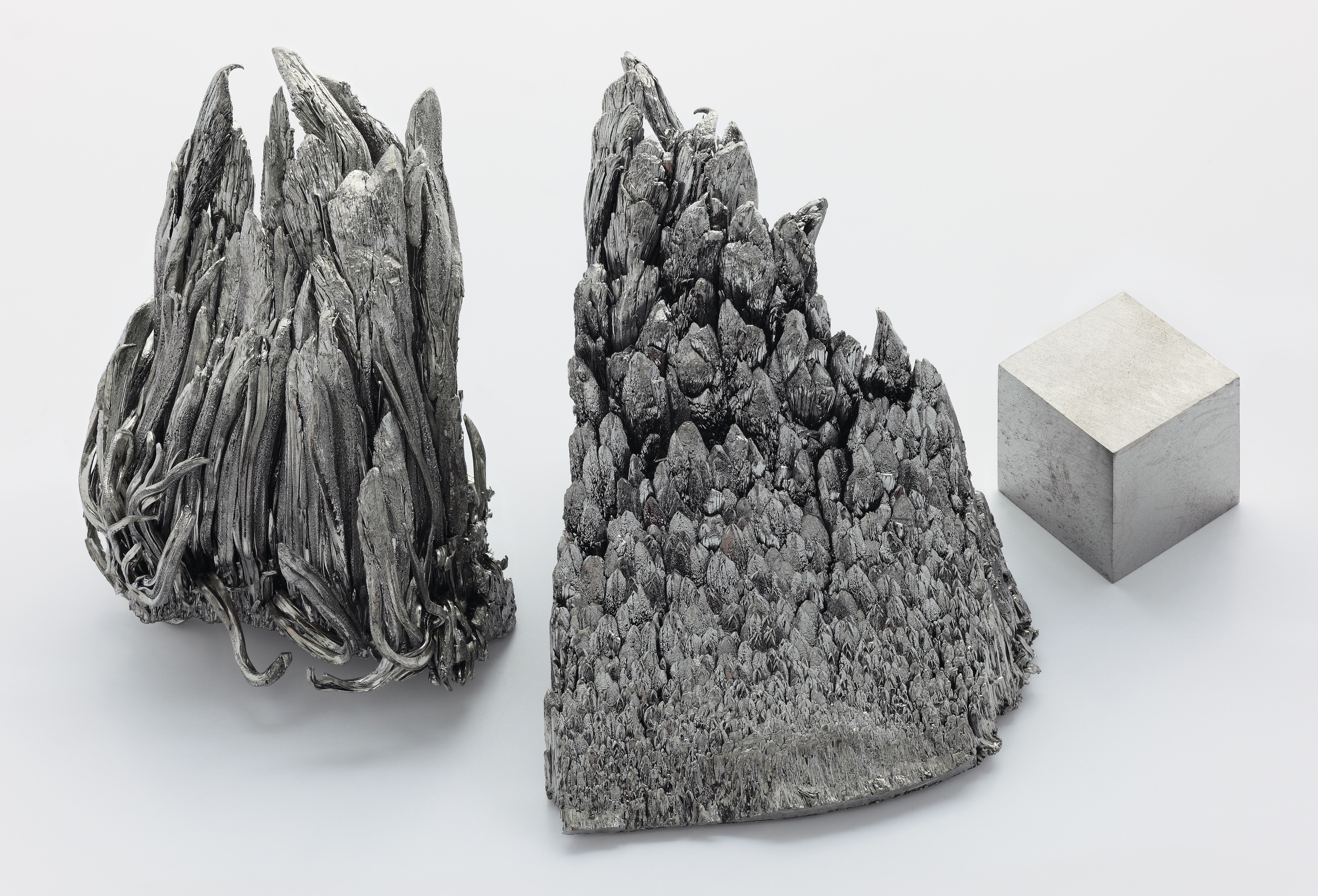
원소 형태의 이트륨 샘플

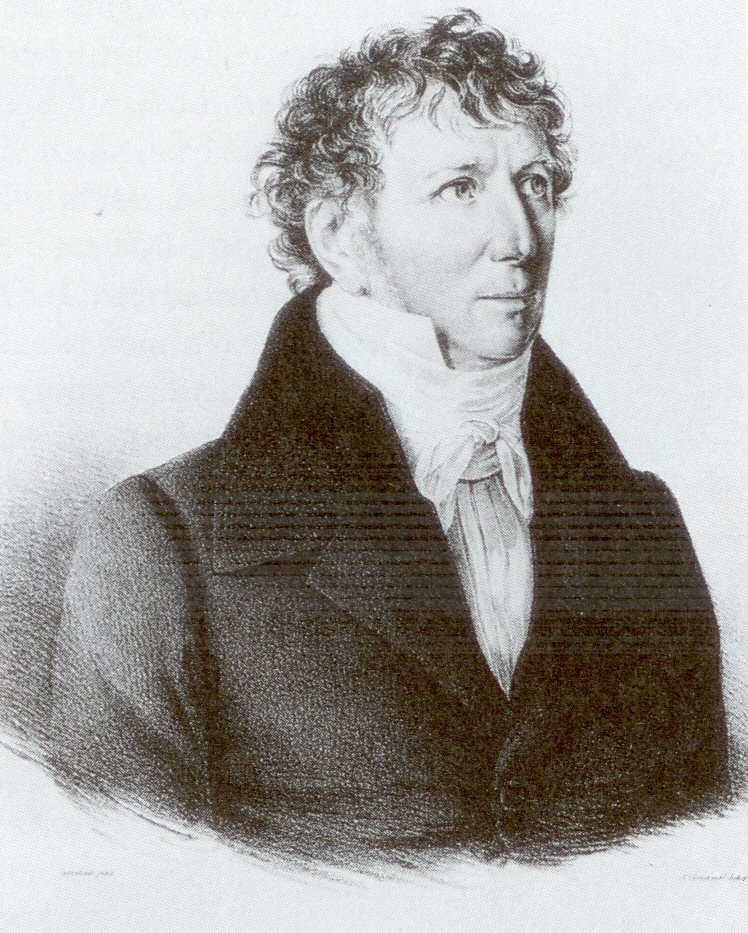
프리드리히 뵐러의 아버지인 아우구스트 안톤 뵐러(August Anton Wöhler)

뵐러는 그의 경력 동안 25개 이상의 화학 원소를 조사했다. 한스 크리스티안 외르스테드는 1825년에 칼륨 아말감을 이용하여 염화 알루미늄을 환원시키는 방법을 사용하여 알루미늄 원소를 최초로 분리했다. 외르스테드는 알루미늄을 작은 입자 형태로 분리하는 것에 대한 자신의 연구 결과를 발표했지만, 1936년까지 다른 연구자들은 그의 연구 결과를 성공적으로 재현하지 못했다. 현재 외르스테드는 알루미늄을 발견한 공로를 인정받고 있다. 알루미늄 제조에 대한 외르스테드의 연구 결과는 외르스테드의 허락을 얻어 뵐러가 더욱 발전시켰다. 뵐러는 외르스테드의 방법을 수정하여 염화 알루미늄을 환원하기 위해 칼륨 아말감 대신 칼륨 금속을 사용했다. 뵐러는 이러한 개선된 방법을 사용해 1827년 10월 22일에 알루미늄 분말을 순수한 형태로 분리했다. 그는 1845년에 알루미늄 분말이 순수한 금속 알루미늄의 단단한 공으로 변환될 수 있다는 것을 보여주었다. 뵐러는 이 연구로 알루미늄을 순수한 형태로 최초로 분리한 공로를 인정받았다.
1828년에 뵐러는 베릴륨 원소를 순수한 금속 형태로 최초로 분리했다(앙투안 뷔시도 독자적으로 분리했다). 같은 해에 뵐러는 이트륨 원소를 순수한 금속 형태로 분리하는 데 성공했다. 그는 베릴륨과 이트륨의 무수 염화물을 칼륨 금속과 함께 가열하여 이러한 제조에 성공했다.
1850년에 뵐러는 그때까지 타이타늄 금속으로 여겨졌던 것이 타이타늄, 탄소, 질소의 혼합물이라는 것을 밝혀냈고, 이 혼합물에서 당시까지 분리된 가장 순수한 형태를 얻었다. 원소 타이타늄은 이후 1910년에 매튜 헌터에 의해 완전히 순수한 형태로 분리되었다. 그는 또한 탄화 칼슘과 질화 규소의 화학 합성 방법을 개발했다.
뵐러는 프랑스의 화학자 앙리 에티엔 생트 클레어 드빌과 협력하여 붕소 원소를 결정 형태로 분리했다. 그는 또한 규소를 결정질 형태로 분리했다. 이 두 원소의 결정 형태는 이전에는 알려지지 않았다. 1856년에 뵐러는 하인리히 버프와 협력하여 무기 화합물인 실레인(SiH4)을 제조했다. 그는 붕산과 사이안화 칼륨을 함께 녹여 질화 붕소의 첫 번째 샘플을 만들었다. 그는 또한 탄화 칼슘을 제조하는 방법을 개발했다.
뵐러는 운석의 화학적 조성에 관심을 갖고 있었다. 그는 일부 운석에 유기 물질이 포함되어 있다는 것을 보여주었다. 그는 운석을 분석하고, 수년 동안 《화학 발전에 관한 연례 보고서》(Jahresberichte über die Fortschritte der Chemie)에 운석 문헌에 대한 다이제스트를 썼다. 뵐러는 당시 존재했던 최고의 운석과 철을 개인적으로 수집했다.

### 유기화학
1832년에 카셀에는 자신의 실험실 시설이 없었기 때문에 뵐러는 리비히의 기센 실험실에서 유스투스 폰 리비히와 함께 연구했다. 그해에 뵐러와 리비히는 쓴 아몬드 오일에 대한 연구 결과를 발표했다. 그들은 이 오일의 화학적 구성을 자세히 분석하여 탄소, 수소, 산소 원자 그룹이 마치 단일 원자와 동일한 것처럼 화학적으로 거동할 수 있고, 화합물에서 원자의 자리를 차지할 수 있으며, 화합물에서 다른 원자와 교환될 수 있다는 것을 실험을 통해 증명했다. 구체적으로, 쓴 아몬드 오일에 대한 그들의 연구는 화학 조성이 C7H5O인 원소들의 그룹이 벤조일 라디칼로 알려지게 된 단일 작용기로 생각할 수 있다는 것을 보여주었다. 이런 식으로 뵐러와 리비히의 연구는 화합물 라디칼이라는 새로운 개념을 유기화학에 확립시켰는데, 이는 유기화학의 발전에 큰 영향을 미쳤다. 그 후 후대 연구자들에 의해 훨씬 더 많은 작용기들이 발견되었고, 이는 화학에서 널리 활용되었다.
리비히와 뵐러는 화학적 이성질화라는 개념을 탐구했다. 이는 동일한 화학적 조성을 가진 두 화합물이 화학 구조에서 원자의 배열이 다르기 때문에 서로 다른 물질일 수 있다는 개념이다. 화학적 이성질화의 측면은 베르셀리우스의 연구에서 유래되었다. 리비히와 뵐러는 풀민산 은과 사이안산 은을 조사했다. 이 두 화합물은 동일한 화학 조성을 가지고 있지만 화학적으로 다르다. 풀민산 은은 폭발성이 있는 반면, 사이안산 은은 안정적인 화합물이다. 리비히와 뵐러는 이를 구조 이성질화의 예로 인식했고, 이는 화학적 이성질화를 이해하는 데 있어 중요한 진전이었다.
뵐러는 또한 1828년에 실험실에서 사이안산 암모늄으로부터 요소를 합성하는 데 성공한 결과로 유기화학의 선구적인 연구자로 간주되기도 했다. 이 화학 반응은 "뵐러 합성"으로 알려지게 되었다. 요소와 사이안산 암모늄은 화합물의 구조 이성질체의 또 다른 예이다. 사이안산 암모늄을 가열하면 이성질체인 요소로 전환된다. 같은 해에 스웨덴의 화학자 옌스 야코브 베르셀리우스에게 보낸 편지에서 그는 이렇게 썼다.
| “ | 말하자면 저는 더 이상 내 화학적 물을 담을 수 없습니다. 저는 사람이든 개든 어떤 동물의 콩팥도 사용하지 않고 요소를 만들 수 있다는 것을 말해야겠습니다. | ” |

|  |

뵐러가 요소 합성을 증명한 것은 생기론, 즉 생명체가 특별한 "생명력"으로 인해 살아 있다는 가설을 반박한 것으로 여겨지게 되었다. 그것은 "유기" 화합물은 생물에 의해서만 만들어질 수 있다는 생각, 즉 당시 대중적이었던 생기론의 종말을 알리는 신호였다. 옌스 야코브 베르셀리우스는 뵐러의 편지에 대한 답장에서 뵐러의 결과물이 유기화학을 이해하는 데 매우 중요하다는 것을 인정했으며, 이 발견을 뵐러의 "월계관"에 대한 "보석"이라고 불렀다. 두 과학자는 또한 이 작업이 새로운 연구 분야인 이성질화 연구에 중요하다는 것을 인식했다.
뵐러가 생기론을 뒤집는 데 한 역할은 시간이 지나면서 과장된 측면이 있는 것으로 여겨졌다. 이러한 경향은 헤르만 프란츠 모리츠 코프의 《화학사》(History of Chemistry) (4권, 1843년~1847년)에서 유래되었다. 코프는 생기론을 반박하는 뵐러의 연구의 중요성을 강조했지만 화학적 이성질화를 이해하는 데 있어서 뵐러의 연구의 중요성을 무시했으며, 이는 이후의 저자들에게 영향을 미치는 분위기를 조성했다. 뵐러가 혼자서 생기론을 뒤집었다는 개념은 1931년에 출판된 대중적인 화학사에 실린 이후 인기를 얻었는데, 이 책은 "역사적 정확성에 대한 모든 허세를 무시하고 뵐러를 십자군으로 만들었다".
뵐러의 시대에 생각했던 것과는 달리 사이안산염(cyanate)은 순수한 무기 음이온이 아니며, 다양한 대사 경로에서 형성된다. 따라서 사이안산 암모늄을 요소로 전환하는 것은 무기 전구체로부터 유기 화합물을 생성하는 사례가 아니다.

## 교육 개혁
뵐러가 괴팅겐 대학교의 교수가 되자마자, 전 세계로부터 학생들이 그에게서 가르침을 받기 위해 찾아왔다. 뵐러는 학생들에게 연구실에서 직접적으로 경험할 수 있도록 한 후, 특히 그의 학생들이 성공하는 것을 지켜보았다. 이런 관행은 이후 전 세계적으로 채택되어 오늘날 대부분의 대학교에서 요구하는 화학 실험실의 광경이 되었다.
뵐러는 또한 그의 학생들이 자신의 연구에 참여하고 도움을 주는 것을 허용했는데, 이는 당시로서는 흔치 않은 일이었다. 이러한 관행은 거의 보편화되어 오늘날 다양한 학위에 필수적인 요건인 학부 및 대학원 수준의 연구가 정상화되었다.

## 말년 및 유산

프리드리히 뵐러 서거 100주년을 기념하여 발행된 독일의 우표

뵐러의 발견은 화학의 이론적 기초에 상당한 영향을 미쳤다. 1820년부터 1881년까지 매년 발행된 저널에는 그의 독창적인 과학적 기여가 담겨 있다. 1882년 《사이언티픽 아메리칸》(Scientific American) 부록에서는 "그의 연구 중 두세 가지는 과학자로서 얻을 수 있는 최고의 영예를 받을만 하며, 그의 업적을 모두 합치면 그야말로 압도적이다. 만약 그가 살아 있지 않았다면 화학의 양상은 지금과 매우 달랐을 것이다"라고 언급했다.
뵐러의 주목할만한 학생으로는 화학자 게오르크 루드비히 카리우스, 하인리히 림프리히트, 빌헬름 루돌프 피티히, 헤르만 콜베, 알베르트 니만, 보이테흐 샤파리크, 빌헬름 퀴네, 아우구스투스 볼커 등이 있다.
뵐러는 1854년에 런던 왕립학회 회원으로 선출되었다. 그는 에딘버러 왕립학회의 명예 회원이었다. 1862년에 뵐러는 미국 철학학회 회원으로 선출되었다.
로빈 킨이 쓴 《프리드리히 뵐러의 삶과 업적 (1800–1882)》(The Life and Work of Friedrich Wöhler (1800–1882)) (2005년)은 뵐러에 대해 "최초의 상세한 과학적 전기"로 간주된다.
뵐러 사망 100주년을 맞아 서독 정부는 요소의 구조를 나타낸 우표를 발행했는데, 우표의 오른쪽 윗부분에 합성에 관한 화학식이 표기되어 있다.

## 가족

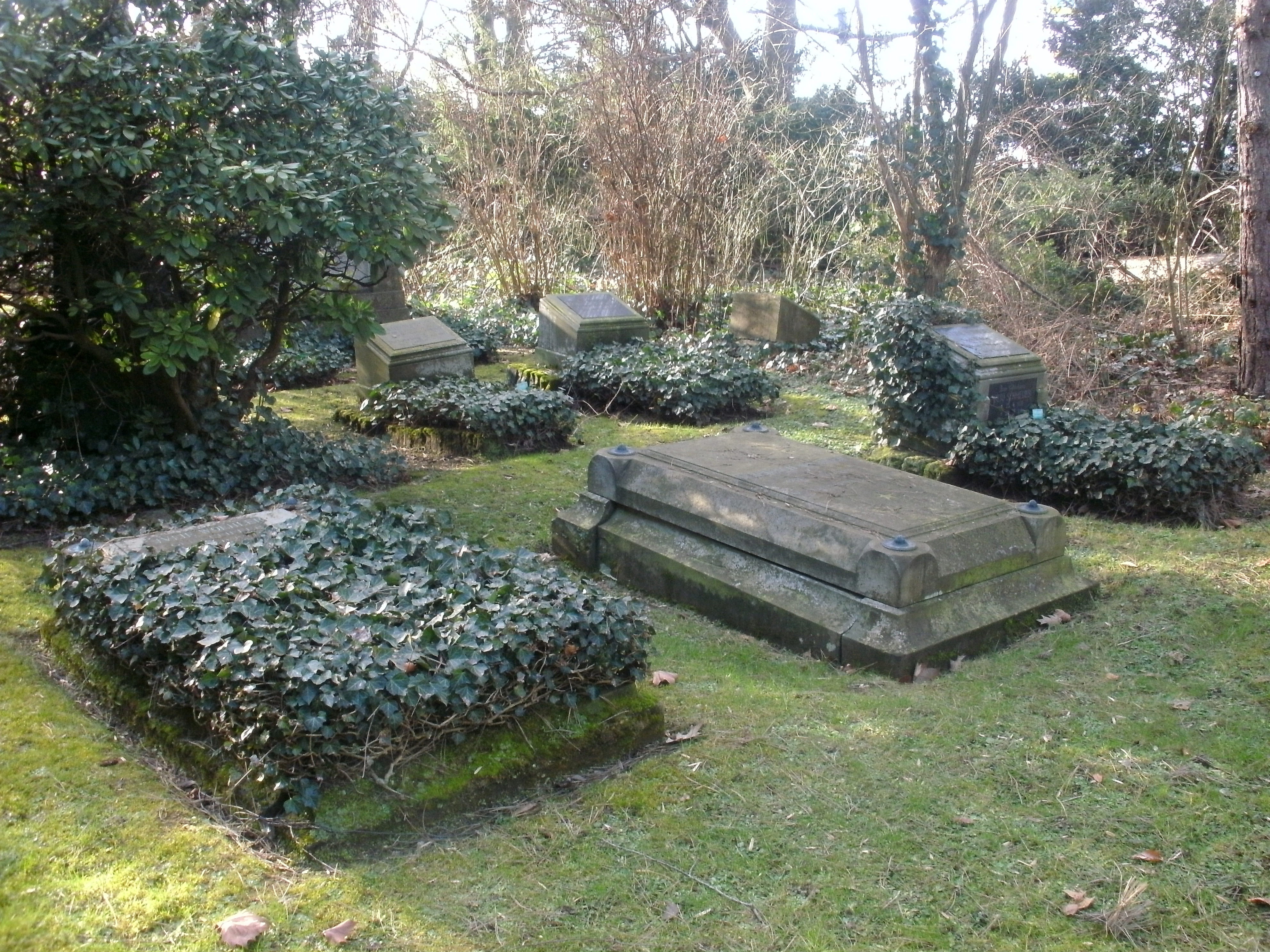
프리드리히 뵐러의 무덤

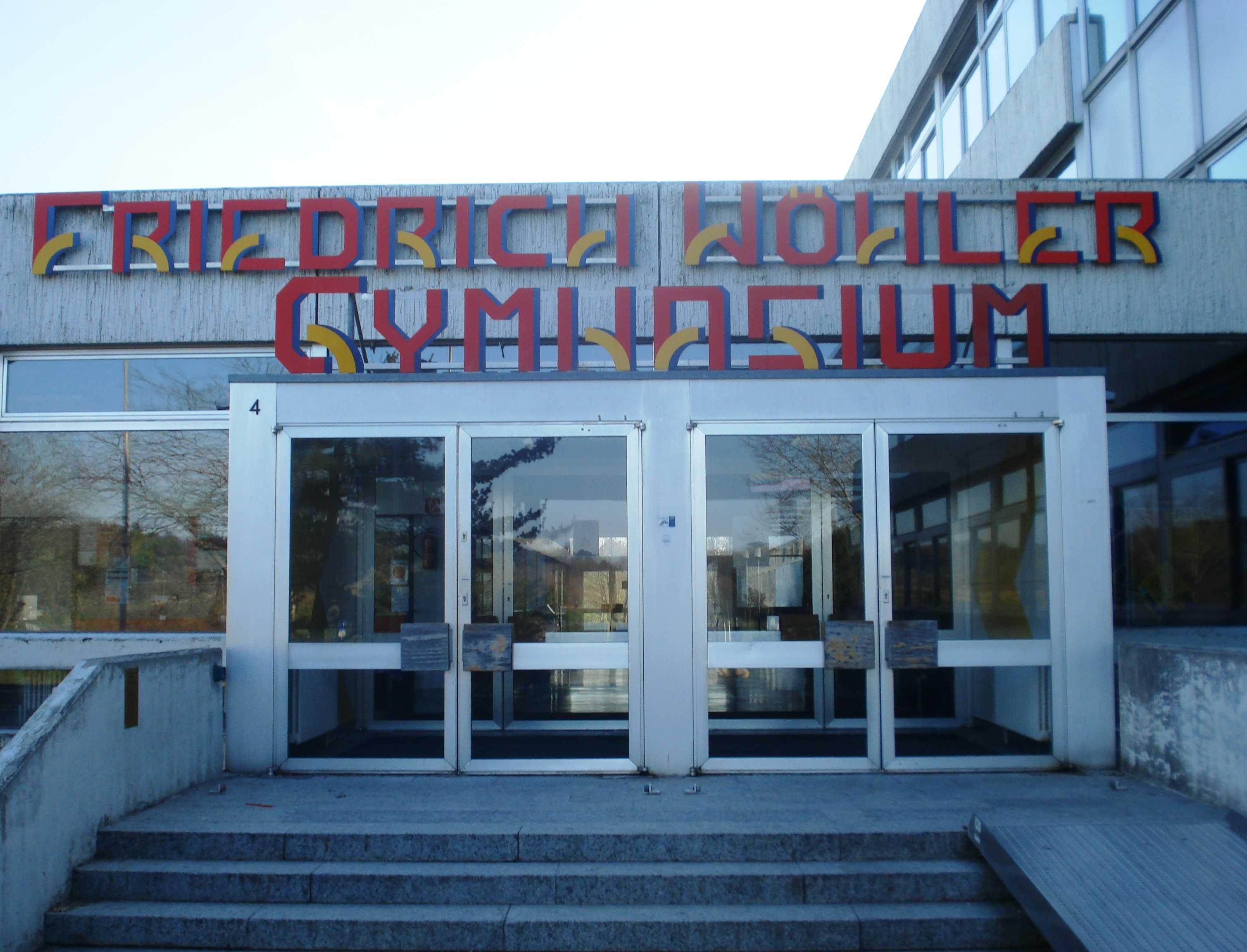
징겐-하우프테인강의 프리드리히 뵐러 김나지움

뵐러는 1828년에 그의 사촌인 프란치스카 마리아 뵐러(Franziska Maria Wöhler, 1811년~1832년)과 첫 번째 결혼을 하였다. 이 부부는 아들(아우구스트, August)와 딸(소피, Sophie) 두 자녀를 두었다. 프란치스카가 죽은 후 그는 1834년에 줄리 파이퍼(Julie Pfeiffer, 1813년~1886년)와 결혼하여, 패니(Fanny), 헬레네(Helene), 에밀리(Emilie), 폴린(Pauline)이라는 네 딸을 두었다.

## 저작
뵐러는 다음과 같은 저작물들을 남겼다.
- Lehrbuch der Chemie, Dresden, 1825, 4 vols, OCLC 5150170
- Grundriss der Anorganischen Chemie, Berlin, 1830, OCLC 970005145
- Grundriss der Chemie, Berlin, 1837–1858 Vol.1&2 Digital edition  by the University and State Library Düsseldorf
- Grundriss der Organischen Chemie, Berlin, 1840
- Praktische Übungen in der Chemischen Analyse, Berlin, 1854, OCLC 254555919
- Early Recollections of a Chemist, 1875
- Nuovo Cimento, 1855-1868 Vol. 1-28

## 같이 보기
- 벤조인 축합
- 알루미늄의 역사
- 스탠리 밀러
- 힐레이르 루엘
- 카셀
- 구조 이성질체

## 더 읽을거리
- Keen, Robin (2005).  Buttner, Johannes, 편집. 《The Life and Work of Friedrich Wöhler (1800–1882)》 (PDF). Bautz.
- Johannes Valentin: Friedrich Wöhler. Wissenschaftliche Verlagsgesellschaft Stuttgart ("Grosse Naturforscher" 7) 1949.
- Georg Schwedt: Der Chemiker Friedrich Wöhler. Hischymia 2000.